# Schienenverkehr aktuell
Schienenverkehr aktuell ist eine österreichische Fachzeitschrift für das Schienenverkehrswesen (Eisenbahn und Straßenbahn). Sie erschien ab 1974 bis Ende 2009 im Verlag Pospischil in Wien in monatlichen Ausgaben. Seit Jänner 2010 erscheint sie im Verlag Minirex (Luzern).
Besonderes Markenzeichen ist das statische Layout mit hohem Wiedererkennungswert. Sie zeichnet sich aus durch eine oft kritische Haltung zum staatlichen österreichischen Bahnunternehmen ÖBB sowie auch zur Politik, soweit sie das Schienenverkehrswesen betrifft. In der Mitte der Zeitschrift ist meist ein großformatiges, historisches Eisenbahnfoto platziert. Ebenfalls im Heft enthalten sind verschiedene Informationen aus der Modellbahnwelt. Früheren Ausgaben waren Folder mit Fotos und Zeichnungen von Triebfahrzeugen, Triebwagen und Waggons beigefügt.
Herausgeber und Gründer war Peter Pospischil. Chefredakteur war seit der Gründung bis Ende 2009 Ernst Kabelka.
Im Verlag Pospischil erscheint auch die Buchreihe Bahn im Bild, deren Einzelbände in vielen Aspekten den Ausgaben von Schienenverkehr aktuell ähneln.